# Котелець

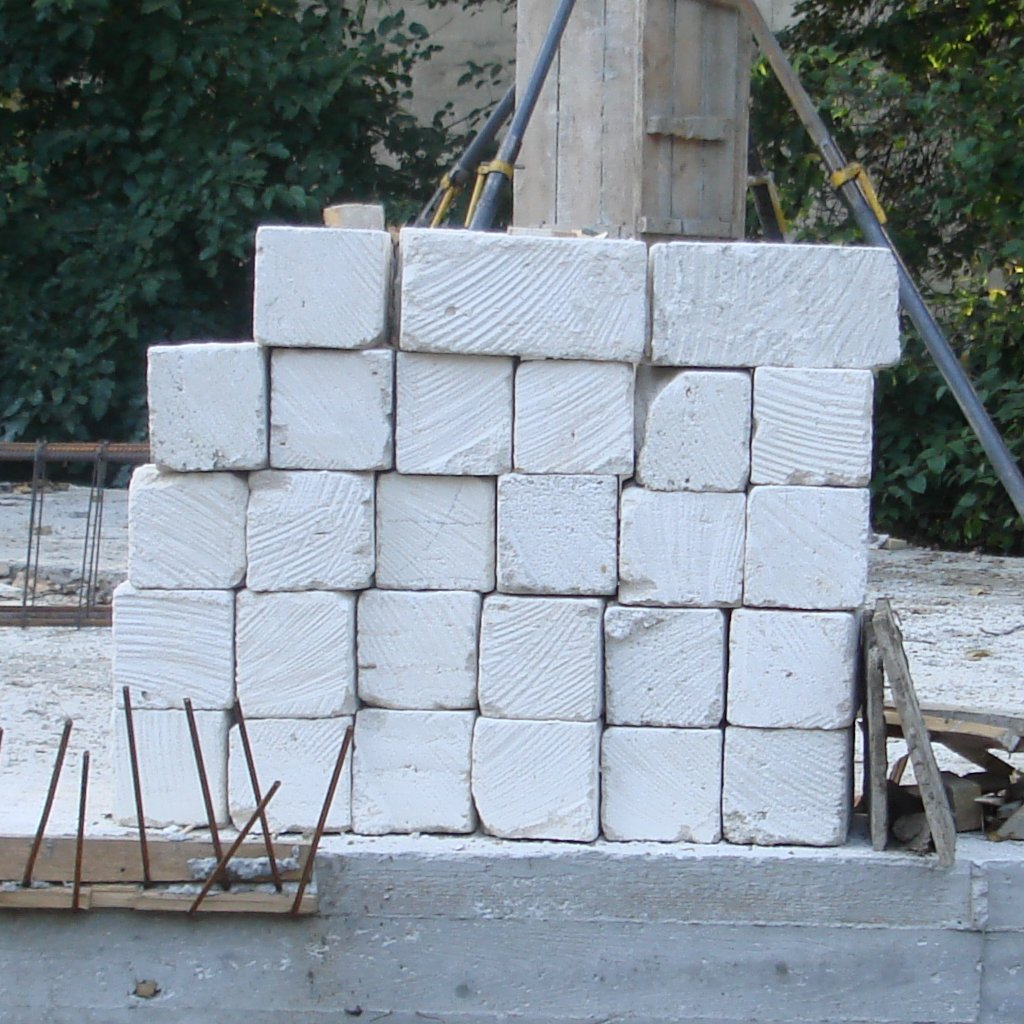
Котельцеві блоки на будівництві

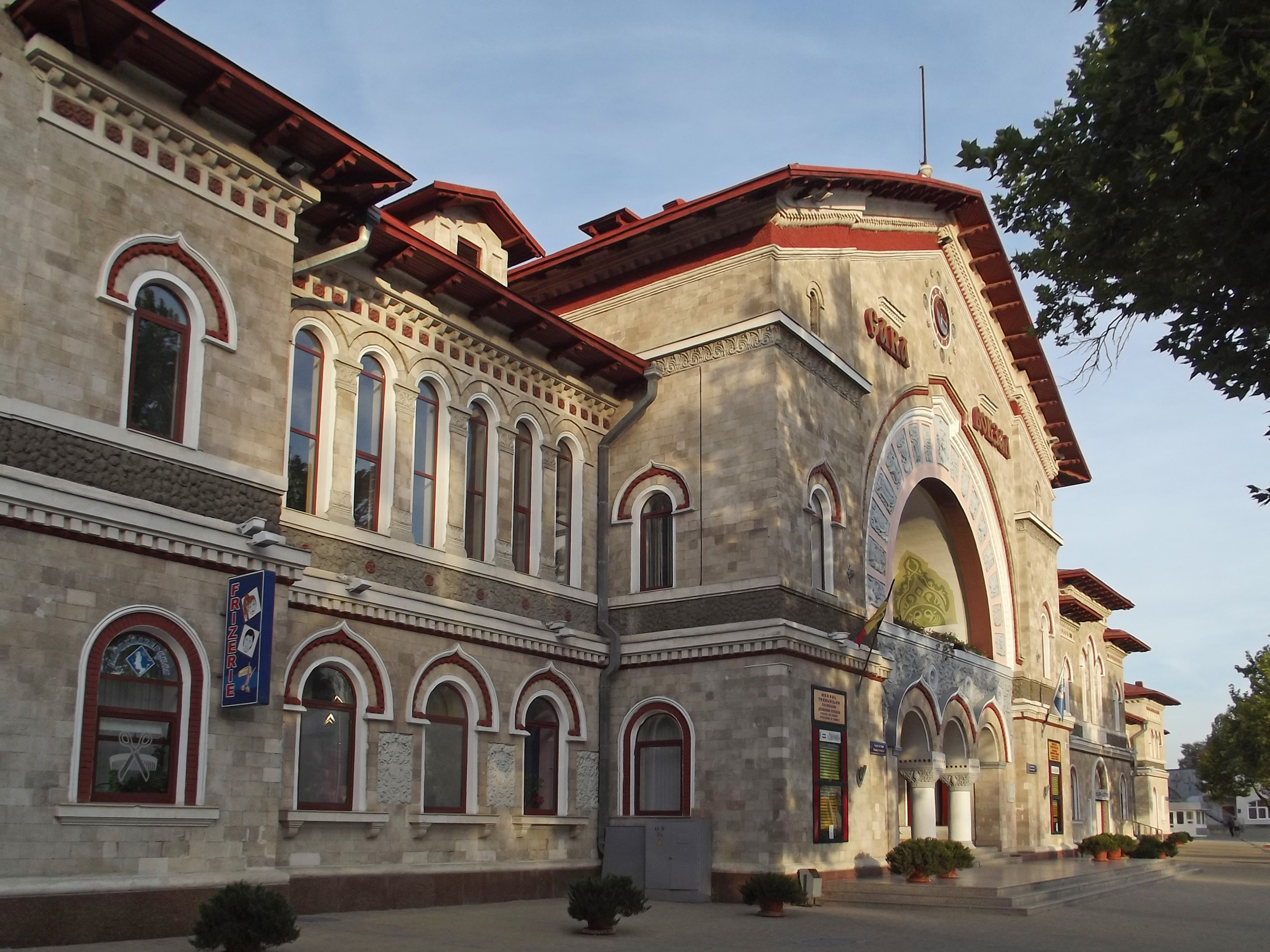
Будинок залізничного вокзалу в Кишиневі, збудований з котельцю

Котелець — блок із розпиляного вапняку, різновид черепашника, поширений як будівельний матеріал (стінний камінь) на території Молдови. Широке використання цього традиційного каменю при будівництві будівель додало загальний колорит молдавським містам. Молдавський котелець вимірюється за погонними метрами. Видобувається з XV століття біля міста Крикова, неподалік Кишинева. За розвіданими запасами котельцю країна посідає друге місце у СНД після Росії.
У молдавському котельці є включення раковин морських молюсків та їх уламків, які видно неозброєним оком при розгляді структури породи. Назва матеріалу «котелець» є транслітерацією на російську молдавську назву «cochileț» [кокілець], яка утворена від молдавського слова «cochilie» [кокхіліе] — «раковина», «черепашка».
Спеціально для видобутку котельцю будувалася Кишинівська шахта. Пласти цього оолітового вапняку утворилися із морських відкладень у середньо-сарматський історичний період. Ооліти надають каменю міцність. В інших молдавських шахтах видобувається черепашковий вапняк, через що він менш міцний.
За радянських часів підприємство «Азурит» випускало понад 650 тис. кубометрів будівельних матеріалів, включаючи котелець. Усього щорічно Молдова виробляла до 1,25 млн кубометрів матеріалу. До 2000 року видобуток впав до 298 тис. кубометрів, але до 2005 року з'явилася тенденція до збільшення — було видобуто понад 400 тис. куб. кубометрів.
У місцевому будівництві використовуються блоки та плитка з білого пильного вапняку. Вартість опалення для мешканців будинку залежить навіть від того, з якого матеріалу виконані стіни — з панелей або котельцю. За сучасних методів будівництва, наприклад каркасно-монолітному, котельцем виконується зовнішнє заповнення.
Промислова техніка, що використовується для його виробництва, називається дробильно-сортувальною фабрикою та випускає за зміну 2 тис. кубометрів продукції типу щебеню різної фракції, котельцю та фортану.
Типові характеристики:
- розміри, мм: 390х190х188, 490х190х240;
- водопоглинання, %: 14 — 18;
- коефіцієнт розм'якшення: 0,7 — 0,9;
- об'ємна вага, кг/м³: 1700—1900;
- морозостійкість, цикли: не менше 10;
- Колір білий.

Крім безпосередньо пильного каменю виробляється фортан — котелець із цементу та відсіву від основного виробництва.

## Котелець у культурі
Котелець займає місце у молдавській культурі. Журналіст «Незалежної Молдови» Юрій Дзятковський позначив видобуток та обробку котельцю як традиційну повсякденність молдаван поряд із вирощуванням винограду. Генеральний директор Державного агентства з геології Республіки Молдова, Гене Прано Жалаліте, відзначила добре відомий камінь котелець, як високоякісний будівельний матеріал, що представляє геологічне багатство Молдови серед нерудних корисних копалин.
Пісня «Моє біле місто», відома завдяки виконанню С. Ротару (композитор — Є. В. Дога), присвячена м. Кишиневу.